# Vladimira Pitelova
Pour les articles homonymes, voir Vladimira et Pitelova.
Vladimira Pitelova, dite Vladimira Kopalová ou Vladka Kopalova, est une actrice tchèque spécialisées dans les films érotiques saphiques.

## Filmographie sélective
- 1998 : Hell Mountain : Hell Mountain Girl (créditée comme Vladka Kopala)
- 1998 : Dark Confessions : la fille (créditée comme Vladka Kopal)
- 2000 : Last Stand : l'esclave
- 2001 : Chained Heat 2001: Slave Lovers : l'esclave
- 2001 : Dakota Bound : l'esclave de Liz
- 2002 : Killer Love : Lucia (créditée comme Vladka Kopal)
- 2002 : Forbidden Rage: White Slave Secrets : Cassie (créditée comme Vladimira Kopal)
- 2003 : The Final Victim : Marina / Erika (créditée comme Vladimira Kopal)
- 2003 : Chained Sinners: Medieval Fleshpots : Nora (créditée comme Vladka Kopal)
- 2003 : Medieval Fleshpots 2: Hot Wenches : la gardienne
- 2003 : Girl Camp 2004: Lesbian Fleshpots : la gardienne (créditée comme Vladimira Kopal)
- 2003 : Chained Fury: Lesbian Slave Desires : Petra (créditée comme Vladka Kopal)
- 2004 : Ripper 2: Letter from Within : Dominatrix
- 2005 : Within : la paysanne #1 (créditée comme Vladimira Kopalová)
- 2005 : Run with Fear : la nonne #5 (créditée comme Vladimira Kopal)
- 2006 : Demon's Claw : Klara (créditée comme Vladimira Kopal)
- 2008 : Blood Countess 2: The Mayhem Begins : la première fille kidnappée